# خدمات درمانی پراویندس
خدمات درمانی پراویندس (انگلیسی: Providence Healthcare) یک مرکز بهداشت و درمان در منطقهٔ اسکاربرو در شهر تورنتو کاناداست که تخصصش در زمینهٔ فیزیوتراپی و توان‌بخشی بیماران دچار سکته مغزی، قطع عضو و جراحی‌های ارتوپدی یا کسانی است که ارزیابی‌ها، درمان و بازتوانی‌های خاص پیرپزشکی نیاز دارند. این مرکز اطلاع‌رسانی اجتماعی در زمینهٔ مراقبت‌های درازمدت برای جمعیت سالمندان نیز دارد.
این مرکزِ درمانی در سال ۱۸۵۷ میلادی برپا شد و امروزه جزئی از یونیتی هلث تورنتو محسوب می‌شود.
این بیمارستانِ تخصصی در سال‌های ۲۰۰۸ و ۲۰۰۹ میلادی از طرف شرکت «مدیاکورپ کانادا»، یکی از ۱۰۰ کارفرمای برتر کانادا نامیده شد که فهرست آن در روزنامهٔ تورنتو استار به چاپ رسید.